# Mascagnia vacciniifolia
Mascagnia vacciniifolia är en tvåhjärtbladig växtart som beskrevs av Franz Josef Niedenzu. Mascagnia vacciniifolia ingår i släktet Mascagnia och familjen Malpighiaceae. Inga underarter finns listade i Catalogue of Life.